# Lippisch Delta IV
Le Delta IV, d'Alexander Lippisch était une continuation de son travail sur les conceptions d' aile delta, pionnier dans ses avions Delta I, Delta II et Delta III. 

## Design et développement
Le projet a commencé avec une commande de Gerhard Fieseler pour un design que son entreprise pourrait construire pour lui de voler dans le rallye aérien Europarundflug 1932. Le résultat était une conception très peu orthodoxe, arborant de grandes ailes delta, des canards et un moteur et une hélice montés à la fois dans le nez et la queue de l'avion. 
Fieseler a construit cette conception comme le F 3 Wespe ("Wasp"), mais il s'est avéré très instable, provoquant le crash de Fieseler lors de son premier vol. D'autres améliorations n'ont pas été en mesure de corriger ces lacunes, et après un dernier accident, Fieseler a abandonné l'avion. 
Lippisch a continué à croire que les problèmes étaient surmontables et a trouvé un allié dans le professeur Walter Georgii du DFS ( Deutsche Forschungsanstalt für Segelflug - Institut allemand de recherche pour le vol en planeur). Georgii a obtenu un financement du RLM (Ministère de l'Aviation du Reich) pour acheter l'avion à Fieseler et travailler à son perfectionnement. Au DFS, Lippisch a reconstruit l'avion, supprimant les canards et le moteur arrière et le renommant Delta IVa . 
Bien que cela ait volé beaucoup mieux que son prédécesseur, il était toujours impliqué dans un accident très grave qui a conduit à une enquête sur les efforts de Lippisch. Le RLM et le DVL ( Deutsche Versuchsanstalt für Luftfahrt ) Institut allemand de recherche aéronautique ont finalement conclu que la série Delta était non seulement dangereuse, mais aussi une impasse aéronautique. Seul le soutien continu de Georgii les a empêchés d'ordonner l'arrêt de la recherche. 